# Hyegong de Silla
Hyegong de Silla, né en 758 et mort en 780, est le 36e dirigeant du royaume coréen de Silla entre 765 et 780.
Étant le seul enfant du roi Gyeongdeok (en) et de Manwol (reine Gyeongsu (en)), Hyegong est le dernier descendant du roi Muyeol (en) à s'asseoir sur le trône. Pour cette raison, le règne de Hyegong est souvent considéré comme la fin de la période médiane de l'État de Silla.
Son identité de genre est soumise à débat par les historiens.

## Biographie
Hyegong devient roi à l'âge de huit ans et ne s'adapte pas bien au rôle. Selon Samguk sagi, la vie dissolue de Hyegong en tant que jeune monarque maintient le palais en désordre. Il fait face à des rébellions menées par de hauts fonctionnaires (Kim Daegong et autres) en 768, 770 et 775. Confronté en 780 à une autre rébellion menée par son ichan Kim Ji-jeong, le monarque envoie le sangdaedeung (en) Kim Yang-sang pour réprimer le soulèvement, mais les forces rebelles réussissent à prendre d'assaut le palais et assassinent Hyegong et d'autres membres de la famille royale. Kim Yang-sang, qui est un descendant de la onzième génération du roi Naemul, monte ensuite sur le trône en tant que roi Seondeok (en).
Les archives montrent que le comportement de Hyegong était efféminé et montrait une tendance homosexuelle ou bisexuelle. Elles décrivent traditionnellement le monarque comme « un homme d'apparence mais une femme par nature ». Dans Dongsa Gangmok (en), Ahn Jeong-bok décrit le règne de Hyegong comme « particulier, car il a été dit que le roi est devenu un homme en tant que femme, et que le roi a joué avec des jouets de fille quand il était enfant ». Les historiens spéculent souvent que Hyegong était une femme trans.

## Famille
- Grand-père : Seongdeok de Silla (en) (règne en 702–737 ; coréen : 성덕왕)
- Grand-mère : Reine Sodeok (coréen : 소덕왕후 김씨), du clan Kim
- Père : Gyeongdeok de Silla (en)
- Mère : Reine Gyeongsu (en), du clan Kim (coréen : 경수왕후 김씨)
- Épouses :
  - Reine Wi (zh), du clan Wi (coréen : 신파부인 위씨)
  - Reine Changchang (ko), du clan Kim (coréen : 창창부인 김씨), fille de Kim Jang (coréen : 김장)